# Монгол Шуудан (компанія)
Пошта Монголії (монг. Монгол Шу́удан, Монгол шуудан компани) — офіційний державний оператор поштового зв'язку Монголії.

## Історія
Історія монгольської пошти веде свій початок із XIII століття. Сучасний поштовий зв'язок почав розвиватися вже в XX столітті.
У травні 2003 парламент держави схвалив поштовий закон Монголії.
З 1963 Монголія є членом Всесвітньої поштової спілки.

## Послуги
Компанія надає такі поштові та інші послуги:
- доставка листів та посилок
- підписка на періодичні видання
- роздрібний продаж книг та газет
- обслуговування клієнтів у поштових відділеннях
- видання поштових марок
- транспортні послуги у сільській місцевості

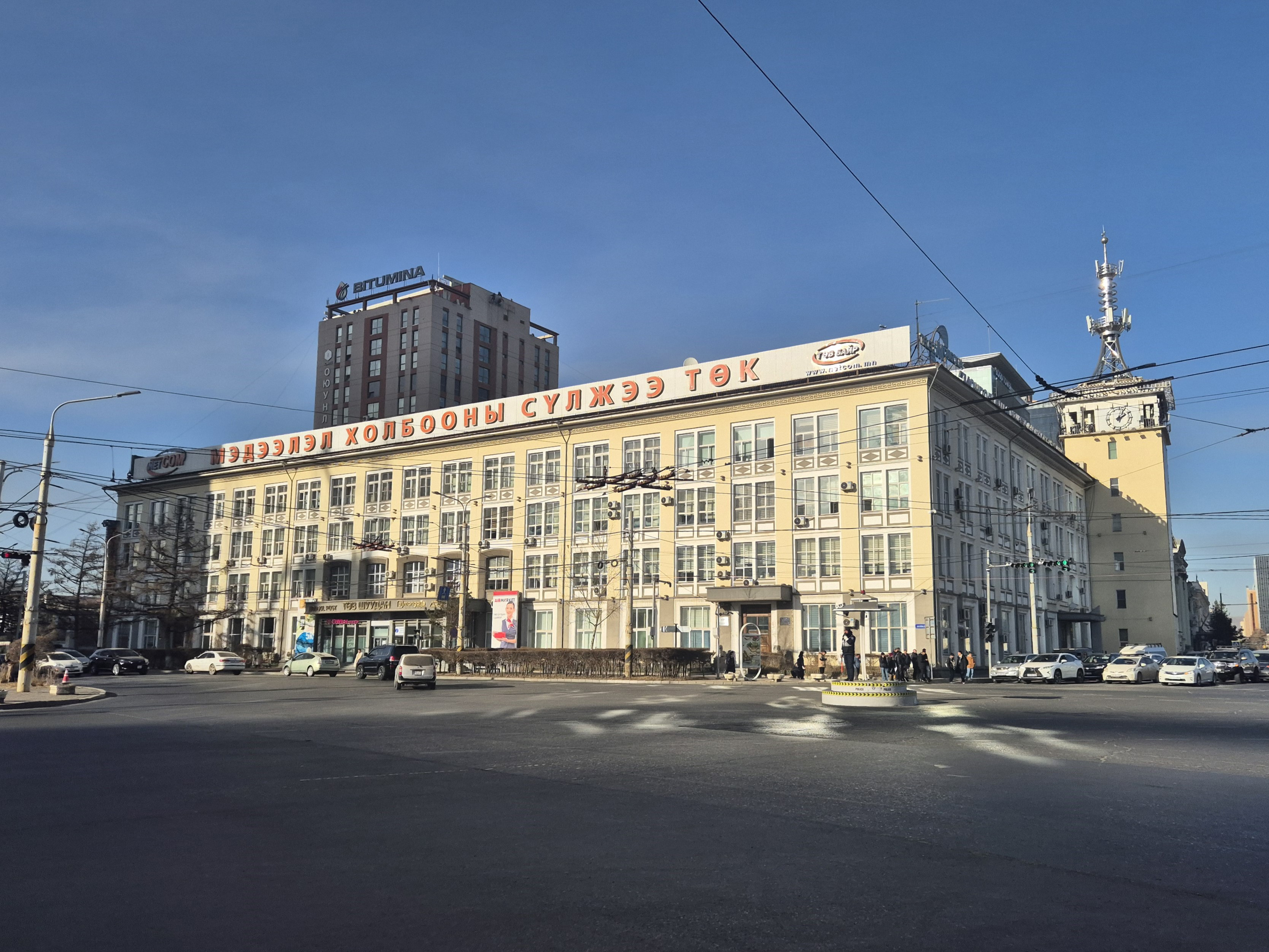
Головпоштамт в Улан-Баторі

## Поштові індекси
У державі діє система п'ятизначних поштових індексів.

## Міжнародний поштовий зв'язок
Для міжнародних поштових відправлень, станом на 2010, застосовуються такі поштові тарифи:
- поштова картка - 400 тугриків,
- лист вагою до 20 г - 550 тугриків,
- посилка (за 1 кг) - від 14 до 27 доларів США залежно від країни призначення.

Експрес-пошта доступна в обмеженій кількості зарубіжних країн. При цьому поштовий збір за 1 кг посилки становить від $25 до $40, залежно від країни призначення. Крім офіційного поштового оператора, у Монголії діють такі служби експрес-доставки:
- EMS,
- DHL,
- TNT та ін[4][5][6]

## Монгол Шуудан банк
У 1993 створено Поштовий банк Монголії (монг. Монгол шуудан банкангл. Mongol Post Bank), проте до другої половини 2000-х він мав великі заборгованості перед державою з виплати податків.
У 2009 прийнято рішення про злиття цієї фінансово-кредитної установи з Ощадним банком Монголії (монг. Хадгаламжийн банкангл. Savings Bank), яке успішно завершено у 2010.

## Інше
- Словосполучення «Монгол Шуудан»[10] послужило назвою радянській та російській рок-групі, заснованій її лідером Валерієм Скородедом у 1988.

- Монгол Шуудан згадується також в одній з пісень Бориса Гребенщикова та групи «Акваріум»[11]:

| | Назолотили крестов, навтыкали, где ни попадя; |
| — Волки и вороны («Русский альбом», 1992)А поутру с похмелья пошли к реке по воду,, А там вместо воды — Монгол Шуудан. |                                               |